# Forgotten Silver
Forgotten Silver è un film per la televisione del 1995 diretto da Peter Jackson e Costa Botes.
Si tratta di un falso documentario neozelandese sul personaggio fittizio del pioniere cinematografico neozelandese Colin McKenzie.
La finzione è costruita attraverso l'alternanza di documentario biografico tradizionale, interviste a personalità riconosciute del mondo del cinema che recitano nella parte di loro stesse, reportage giornalistico e "falsi d'epoca", e non viene svelata neanche nei titoli di coda, in cui non sono accreditati gli interpreti dei personaggi fittizi. La natura di falso documento è inferibile solo attraverso alcuni deliberati anacronismi e citazioni durante la narrazione.
Il film, realizzato in occasione delle celebrazioni del centenario del cinema, fu trasmesso il 28 ottobre 1995 dal canale televisivo TV ONE e in seguito fu proposto in diversi festival cinematografici internazionali, come il Toronto Film Festival e il Fantasporto.

## Trama
Nella cittadina neozelandese di Pekua Bay, dove il regista Peter Jackson è cresciuto, la sua vicina di casa e amica di famiglia Hannah McKenzie, da lui conosciuta come "zia Hannah", ha conservato in un baule le vecchie pellicole girate dal marito Colin. Jackson è convinto si tratti solo di pellicole amatoriali, filmini di famiglia, importanti da un punto di vista di documentazione storica ma non da un punto di vista cinematografico, invece scopre un incredibile tesoro, una straordinaria collezione di pellicole in 35 mm.
È l'inizio della riscoperta di un genio misconosciuto, di un autentico gigante del cinema delle origini, anticipatore delle maggiori invenzioni tecniche (sonoro, colore), che la storia ha dimenticato.
Autorevoli personaggi del mondo del cinema esprimono la loro entusiastica opinione: l'attore Sam Neill è incredulo nello scoprire che la sua generazione, considerata iniziatrice del cinema in Nuova Zelanda, è stata anticipata di molti decenni da un unico, straordinario individuo; Harvey Weinstein, produttore della Miramax Films, parla della più grande scoperta cinematografica degli ultimi cinquant'anni; il critico e storico del cinema Leonard Maltin sostiene che McKenzie debba essere inserito nel pantheon dei padri del cinema con i Lumière, Griffith e DeMille.
Attraverso una spedizione esplorativa in una valle nascosta nella foresta a 73 miglia dalla civiltà, vengono ritrovati i resti della "città perduta di McKenzie", la monumentale scenografia che riproduce l'antica Gerusalemme, dove il regista ha girato il suo colossale Salomè, e soprattutto vengono alla luce tutte le pellicole del film, fino a quel momento considerate definitivamente perse.
Con il supporto della New Zealand Film Commission e sotto la direzione del veterano John O'Shea, il film viene restaurato e presentato per la prima volta al pubblico il 3 settembre 1995, oltre mezzo secolo dopo la sua realizzazione, fra il 1919 e il 1931.
Appena prima della première, Jackson riceve da un archivio spagnolo la pellicola delle ultime riprese di McKenzie, che testimonia direttamente la sua morte sul campo di battaglia, durante la Guerra civile spagnola.

### Colin McKenzie
Colin McKenzie nasce a Geraldine, il 7 febbraio 1888. Il padre, John McKenzie, è un coltivatore, arrivato in Nuova Zelanda nel 1879, con la moglie Ellen. Presso il negozio di biciclette dello zio Albert Drury, il giovane Colin scopre la passione per le invenzioni meccaniche, ma la vera rivelazione su quello che vuole fare nella propria vita avviene nella primavera del 1900, quando in città arriva il cinematografo ambulante. A soli 12 anni costruisce la sua prima cinepresa, che monta su una bicicletta per meccanizzare il funzionamento della manovella, inventando di fatto il carrello, con cui realizza riprese in movimento.
Il 31 marzo 1903 è presente e testimone, con la propria cinepresa, del primo riuscito volo di Richard Pearse, ben nove mesi prima del volo dei fratelli Wright. Costruisce un proiettore azionato da un motore a vapore e realizza da solo la pellicola, utilizzando foglie di lino per ottenere il nitrato di cellulosa e albume d'uova per l'emulsionante. Dopo che, in seguito a un clamoroso furto di migliaia di uova il padre distrugge tutto il materiale da lui girato e gli vieta di fare del cinema, a 15 anni Colin scappa di casa.
Nel 1905, con il fratello minore Brooke, fonda la McKenzie Brothers Picture Company, che si occupa di riprendere feste e matrimoni. La sua successiva straordinaria invenzione tecnica è la sincronizzazione del suono con le immagini, che utilizza per girare un lungometraggio di 84 minuti, The Warrior Season. Ma il film si rivela un fallimento, perché il pubblico, dopo l'iniziale interesse per la novità, è respinto dal fatto che non capisca nulla dei dialoghi, perché il film è interpretato da cinesi che parlano nella loro lingua incomprensibile agli spettatori.
Accantonato il sonoro, Colin nel 1911 crea un'emulsione sensibile alla lunghezza d'onda luminosa, il cui risultato è simile al colore. Ma l'ingrediente principale è una bacca, la photinia aquefolium presente solo a Tahiti, e i fratelli McKenzie devono trascorrere oltre quattro mesi in quel luogo per realizzare appena 22 secondi di pellicola. Quando mostrano in patria il risultato del loro lavoro, entrambi vengono arrestati per oscenità, perché in quei pochi secondi di riprese appaiono delle indigene tahitiane seminude. Il 9 giugno 1912 l'alta corte di Dunedin li condanna a sei mesi di lavori forzati.
La prigionia è un'esperienza che cambia profondamente Colin. Concentrato fino a quel momento solo sugli aspetti tecnici del cinematografo, ora comincia ad interessarsi al contenuto e al messaggio trasmesso dai film. Affascinato in particolare da un ben preciso episodio biblico, decide di realizzare un film di venti minuti su Giovanni Battista e Salomè. Lo stesso Colin interpreta Giovanni Battista e il fratello Brooke il ruolo di Narraboth, capitano delle guardie di Erode, mentre per il ruolo di Salomè sceglie May Belle, da cui rimane letteralmente folgorato ai provini. Durante le riprese del film, Colin non rivela i propri sentimenti per la donna da cui è attratto (e verso il cui volto avvicina sempre più la macchina da presa, inventando il primo piano) e assiste impotente mentre May Belle e Brooke finiscono per innamorarsi l'una dell'altro. Pur non lasciando trasparire alcuna contrarietà, Colin preferisce sospendere le riprese.
Nel frattempo, anche la remota Nuova Zelanda, in quanto colonia britannica, è coinvolta dallo scoppio della Grande Guerra. In un generale clima di patriottismo, Brooke, malgrado si sia sposato solo da poche settimane con May Belle, si arruola, mentre il fratello maggiore viene dichiarato non idoneo. Inviato a Gallipoli, sul fronte dei Dardanelli, porta con sé una cinepresa portatile inventata da Colin, realizzando straordinarie riprese della vita nelle trincee e dei combattimenti. Ma l'11 giugno 1915, a soli venticinque anni, viene ucciso in battaglia. La sua morte sprofonda nel dolore la moglie May Belle e nella più nera depressione il fratello Colin, che ha perso in un sol colpo l'unico fratello, il miglior amico e il prezioso socio.
Colin sparisce nel nulla per tre anni e riappare solo nel 1918, alla conclusione della guerra, animato dalla ferrea intenzione di riprendere il film Salome, trasformandolo però in un'epopea di quattro ore che sia un monumento spettacolare dedicato alla memoria del fratello. Durante la sua assenza, in una zona remota della foresta, sulla costa occidentale, si è completamente dedicato alla creazione di un'immensa scenografia, la fedele ricostruzione dell'antica Gerusalemme. Il 22 febbraio 1919 iniziano le riprese di questa nuova colossale impresa, a cui partecipa anche May Belle, decisa a trasformare il proprio dolore in energia creativa, ma dopo appena cinque giorni la produzione viene interrotta, per mancanza di fondi.
Colin trova i mezzi da investire nel proprio progetto della vita lavorando per Stan Wilson, proveniente da una famiglia di ricchi commercianti, desideroso di diventare una stella del cinema. Fra il 1921 e il 1925 Colin dirige svariati film interpretati da "Stan the Man", tutti incentrati sulla violenza a danni di persone innocenti e soprattutto costruiti sul meccanismo della candid camera, resa possibile dall'ennesima invenzione tecnica di Colin, una cinepresa nascosta in una valigia. Regista e interprete si spostano di città in città, girando di fatto sempre lo stesso film, con interpreti-vittime gli inconsapevoli abitanti del luogo, che ne diventano anche gli interessati spettatori. Nel frattempo, per due estati consecutive i tentativi di Colin di proseguire le riprese di Salome sono frustrate dal tempo meteorologico, la prima volta da un autentico diluvio e la seconda volta da un clima torrido senza precedenti. Nel 1925 Stan the Man sfida una volta di troppo la fortuna e rimane vittima del proprio personaggio: il comico, a Buller, tira una torta in faccia alla persona sbagliata, niente meno che Gordon Coates, primo ministro della Nuova Zelanda, e viene brutalmente pestato dai poliziotti. Il film, per il suo originale contenuto di attualità, ottiene un enorme successo commerciale. Stan the Man, convinto sia merito del suo talento, si trasferisce a Hollywood, convinto di diventare il nuovo Charlie Chaplin, ma finisce per sparire nel completo anonimato.
Dopo molti vani tentativi di ottenere finanziamenti per il suo film dagli imprenditori locali, Colin, che nel frattempo il 4 dicembre 1926 ha finalmente sposato May Belle, trova un inaspettato sostegno dagli Stati Uniti. Il devoto Rex Solomon, diventato ricco vendendo Bibbie e prodotti religiosi, con il proprio studio Majestic Lion Pictures produce ogni anno una decina di film di ispirazione biblica e decide di investire migliaia di sterline nel film di Colin, che sfrutta subito l'intero anticipo del magnate americano per realizzare una spettacolare sequenza di battaglia che coinvolge quindicimila comparse. Solomon è però travolto dalla grande crisi del 1929 e Colin deve nuovamente trovare un finanziatore, che si presenta nel 1930 sotto forma di una delegazione del partito comunista neozelandese. La crescente potenza sovietica è disposta a investire nel progetto, a patto che dal film vengano rimossi tutti i riferimenti religiosi e venga trasformato in un'epopea rivoluzionaria, che racconti una storia di lotta di classe nell'antichità. Colin detesta questo accordo, ma in realtà gira due versioni del proprio film, una per i sovietici e una per sé.
Nel 1931, pressato da un lato dai sovietici, che vogliono vedere il risultato dei soldi investiti, dall'altro dalla Palermo Motion Picture Company, che ha rilevato i beni di Solomon, Colin è costretto a concludere in fretta le riprese. Le 72 ore consecutive di riprese finali sono fatali a May Belle, incinta, che ha un collasso e muore di emorragia per il parto prematuro. Colin, prostrato dal senso di colpa per aver finito il film ad un tale prezzo, subito dopo aver seppellito moglie e figlio seppellisce anche tutta la pellicola girata, perché non finisca nelle mani né dei sovietici né della Palermo, e il 27 luglio 1931 abbandona per sempre la Nuova Zelanda. La sua fuga lo porta in Algeria, dove per cinque anni annega il proprio dolore nell'alcol. Nel 1936, allo scoppio della Guerra civile spagnola, accorre con la propria cinepresa al seguito dei giornalisti. In Spagna il caso vuole che incontri una giovane infermiera proveniente dalla Nuova Zelanda, Hannah Simpson, che finisce per sposare. Colin trova la morte nella battaglia di Málaga, mentre sta riprendendo i combattimenti e tenta di soccorrere un soldato repubblicano ferito.

### Film
Forgotten Silver mostra una serie di filmati d'epoca accuratamente ricreati da Peter Jackson:
- Bicycle Camera Test (1901)
- The Warrior Season (1908)
- Colour Test (1911)
- Salome Screen Tests (1914)
- Gallipoli Footage (1915) (riprese di Brooke McKenzie)
- Stable Stumbles (1921)

- Stan the Man in Levin (1922)
- Stan the Man in Rotorua (1922)
- Stan the Man in Taihape (1922)
- Stan the Man in Te Kuiti (1924)
- Stan the Man in Buller (1925)
- Salome (1919-1931)

A questi vanno aggiunti i filmati del primo volo di Richard Pearse e della morte di Colin McKenzie.

## Accoglienza

### Critica
Il Dizionario Mereghetti giudica positivamente il film, definendolo una «pura goliardiata, anche se messa in scena con abilità da falsari e rigore pseudo-filologico», riconoscendo che «la parodia dei cliché della storia del cinema è riuscita e spesso spassosa».